# El Paso Locomotive Football Club
El Paso Locomotive FC é uma equipe americana de futebol profissional  baseada em El Paso, Texas . Fundado em 2018, a equipe fez sua estreia na USL Championship em 2019.

## Cores do clube
A marca Locomotiva foi inaugurada em 4 de outubro de 2018, vencendo os finalistas Legartos, Estrellas, Stars e Tejanos. A logo é moldada de forma semelhante aos edifícios do Mission Style e apresenta três cores principais: céu azul do oeste do Texas, céu azul do deserto e o sol do meio-dia. O escudo tem 11 listras verticais que representam os onze jogadores no campo e lembram a frente de uma locomotiva . Um ícone da cidade, The Star on The Mountain, adorna o topo do escudo, que é moldada na silhueta das Montanhas Franklin .

## Estádio
O clube vai jogar no terreno do Southwest University Park, um parque de beisebol que também é o lar dos El Paso Chihuahuas da Pacific Coast League .

## Estatísticas

### Participações
|  | Participações em 2020 |

| Competição     | Competição               | Temporadas | Melhor campanha     | Estreia | Última | P | R |
| Estados Unidos | Lamar Hunt U.S. Open Cup | 2          | Segunda Fase (2019) | 2019    | 2020   |   | – |